# Ilija Aračić
Ilija Aračić (Slavonski Brod, 15 novembre 1970) è un allenatore di calcio ed ex calciatore croato, di ruolo attaccante.